# 기정진
기정진(奇正鎭, 1798년~1879년)은 조선 후기의 성리학자로 노사학파의 종조이다. 성리학의 화이론을 바탕으로 위정척사를 주장한 대표적인 위정척사파의 학자이다. 본관은 행주, 초명은 금사(金賜), 자는 대중(大中), 호는 노사(蘆沙), 시호는 문간(文簡)이다.

## 생애
1798년(정조 22) 6월 3일 전라북도 순창군 복흥면 동산리 조동(槽洞)마을에서 아버지 기재우와 어머니 안동 권씨 사이에서 태어났다.
조광조의 문인이었던 복재 기준(奇遵)이 기묘사화에 연루되어 1521년(중종 16) 교형(絞刑)에 처하여지자 그의 친형이자 고봉 기대승의 아버지 기진(奇進)이 1528년(중종 23) 모친 안동 김씨 상을 당하여 1530년(중종 25) 3년상 복제(服制)를 마치자, 벼슬할 뜻을 버리고 가솔들을 데리고 처향(妻鄕)인 영광 인근 광주 고룡리 금정마을로 낙담하여 살게 되었다.
이때 이복 둘째형 기원(奇遠)도 이때 함께 광주로 낙담하였다가 장성으로 이거하여 살게 되었는데, 기원(奇遠)은 장성 행주 기씨 입향조이다.
행주 기씨 장성 입향조 기원(奇遠)은 11대조이며, 호남의 은덕군자라 불린 하서 김인후의 문인 금강 기효간(奇孝諫)은 9대조이다. 우암 송시열의 문인 송암 기정익(奇挺翼)은 5대조이다. 증조는 증사복시정 기종상(奇宗相)이고, 조부는 증이조참의 기태량(奇泰良)이며, 아버지는 증이조참판 기재우(奇在祐)이다.
아버지 기재우는 4세에 양친을 잃고 큰아버지 기태온(奇泰溫)이 살고 있는 순창군 복흥면 하리에서 살았다. 기재우는 풍수지리에 심취하여 어머니의 묘를 순창군에 마련한 뒤 계속하여 순창에서 일생을 보냈다.
6세에 천연두를 앓아 왼쪽 시력을 잃는 불행을 겪었다. 7~8세에 경서와 역사서를 두루 공부하고 13세에 백암사(白巖寺)에서 독서했다. 14세에 조상의 학맥으로 하서 김인후의 후손인 생원 김의휴(金宜休)의 셋째딸과 혼인했다.
18세인 1815년(순조 15) 5월 15일 아버지가 돌아가신 뒤 이틀 만에 어머니도 세상을 떠났다. 양친을 여의자 아버지의 유언에 따라 선대의 고향인 전남 장성 소곡(현재. 황룡면 아곡리 하남)으로 이주했고 거기서 삼년상을 치렀다. 2년 뒤 아들 기만연(奇晩衍)이 태어났다.
20대 중반부터 5~6년 동안 영취산·문수사·관불암 등에서 독서하고 두류산 등을 유람 했다. 하지만 그는 6세에 천연두를 앓은 이후 평생 다양한 병을 앓아 몸이 매우 허약하였다. 그가 남긴 시에는 병을 앓아 친구를 만나지도 유람을 가지도 못하는 처지를 한탄하는 내용이 많이 나온다.
31세가 되던 1828년에 향시에 합격하고, 34세인 1831년 사마시 장원에 합격하여 진사가 되었다. 이듬해 1832년 강릉참봉에 제수 되었으나, 이조에서 조상 이름을 잘못 기재하자 벼슬을 버리고 귀향했다. 그 뒤에도 1835년(헌종 1) 현릉참봉에, 1837년 사옹원 주부에 제수 되었으나 나아가지 않았다. 45세가 되던 1842년 전설사 별제로 임명되었으나 6일 만에 병을 핑계로 사임하였다. 그 뒤에도 1861년 사헌부 장령, 1864년 사헌부 집의, 1866년 동부승지ㆍ호조참의, 1876년 호조참판(1876) 등에 제수 되었으나 나아가지 않고 학문에 매진했다.
46세가 되던 1843년 《납량사의》(納凉私議, 더위나 식히려고 떠올리는 개인적 생각)를 지어 독자적인 학문의 완성을 보였다. 이후 조선 후기 성리학의 대표적인 논쟁인 사칠논쟁과 호락논쟁에서 대한 독자적인 입장을 피력하는 한편 제자를 받아 노사학파를 이루게 된다. 노사학파는 기정진 이전까지 뚜렷한 학파 없이 기호학파와 연계되어 있던 호남지역 최초의 독자적 유학 학파였다.
기정진은 본향인 장성 아곡리 하남으로 돌아온 이후 이곳에 오래 머무르지 않고 인근 마을인 맥동, 매곡, 탁곡, 여의동 등에 옮겨 다니며 살았다. 그나마 가장 오래 머무른 곳이 65세인 1862년부터 13년간 거주한 하사(下沙, 현 장성군 황룡면 아곡리 사호(沙湖))로 노사(蘆沙)라는 아호를 노령산(蘆嶺山) 아래 하사(下沙) 사람이라는 뜻에서 취하였다고 한다.
1862년 진주민란의 원인을 삼정의 문란으로 보고 이를 바로잡을 것을 요구하는 상소인 〈임술의책〉(壬戌擬策, 임술년에 고안한 방책)을 지었으나 올리지는 않았다. 이 상소는 손자가 보관하다가 그의 문집 《노사집》에 실려 오늘날까지 전하고 있다. 기정진은 〈임술의책〉에서 삼정의 문란을 바로잡는 방법으로 정약용의 《목민심서》가 제시하는 각종 폐단을 철폐하여야 할 것이라고 주장하였다.
1866년 병인양요를 맞아 〈병인소〉로 불리는 상소를 올렸다. 〈병인소〉에서 기정진은 내치를 바로잡고 군비를 강화하면 외적을 물리칠 수 있다며 척화주전론(斥和主戰論, 화친하자는 주장을 물리치고 싸우기를 주장함)을 펼쳐 위정척사파의 대표적인 인물이 되었다. 기정진이 〈병인소〉에서 제사한 방법은 미리 조정의 계획을 확정할 것, 외교적 언사를 다듬을 것, 지형을 살피고 군사를 조련할 것 등의 여섯 가지 책략이었고 훗날 육조소(六條疏)라 불리게 된다.
기정진은 호락논쟁과 사칠논쟁의 근간이 되는 이기론에서 철저히 주리론(主理論, 이가 주체가 되고 기는 종속된다는 주장)의 입장을 취했으며 기호학파의 태두인 율곡 이이의 주기론마저 이러한 입장에서 잘못된 것이라고 생각했다. 만년인 80세가 되던 1878년 제자들에게 공개한 《외필》(猥筆, 외람된 글)에서 이이의 주기론을 반박하였고, 이는 20세기 초까지 유학자들의 논쟁을 불러왔다.
78세가 되던 해인 1875년에 장성군 진원면 고산리로 거처를 옮겼고 이곳에서 말년을 보내다가 1879년 82세의 나이로 사망하였다. 1883년 문집인 《노사집》이 간행되었고 1910년 문간(文簡)이라는 시호를 받았다. 거처 하였던 강학당에 1927년 고산서원이라는 편액을 걸었다. 고산서원은 1994년 정비하여 현재의 모습이 되었다.

## 학술과 학파
호남 지역은 기정진 이전에 특별한 학파가 형성되어 있지 않고 기호학파의 영향에 있었다. 기정진은 학맥을 특별히 전수 받은 스승은 없으나, 조선 중기의 성리학자인 하서 김인후와 그의 수제자인 9대조 금강 기효간 등 선대 학자들의 학문 영향을 받아 율곡 이이의 학설을 따르는 기호학파 영향 아래서 학문을 닦았다.
그러나 당시 기호학파의 최대 논쟁 주제인 호락논쟁에 대해서는 호론과 낙론 모두를 비판하며 독자적인 사상 체계를 구축하였다. 이와 같이 기정진은 선대 학자들의 논의 결과에 집착하지 않고 성리학의 근원인 송나라 시기 문헌을 직접 연구하였으며 이일원론의 관점에서 주리론을 주장하였다.
기정진은 이기론의 이(理)와 기(氣)를 대칭적 개념으로 해석하는 것에 반대하여 주종 관계로 해석하였다. 그는 오직 이만이 실제하며 기는 파편화된 이의 한 조각이라는 입장을 제시하였다. 기정진의 이러한 학설은 기호학파가 기존에 받아들인 이이의 주기론과도 다를 뿐만 아니라 이와 기가 서로 작용하여 발생한다는 퇴계 이황의 이기호발설(理氣互發說)과도 다른 것이다. 기정진은 이러한 자신의 입장을 본원적 실제인 이가 여럿으로 나뉘어 기로 나타난다는 이일분수(理一分殊)로 표현하였다. 기정진의 이기설에 대한 새로운 해석은 퇴계 이황을 이은 영남 유학인 정재학파 역시 이황의 이론에 대해 새로운 해석을 내놓은 것과 맞물려 20세기 초 새로운 유학 논쟁의 중심이 되었다.
기정진은 노사학파의 종조이다. 노사학파의 문인록에 기록된 사람만 해도 6백여명에 달하는데 이 가운데 대다수는 호남 출신이었다.

## 위정척사
기정진이 〈병인소〉를 올린 이후 그의 문인은 스승을 쫓아 위정척사파가 되었다. 훗날 고산서원이 되는 기정진의 거처 담대헌은 기정진 사후 손자인 기우만이 물려받았다. 기우만은 할아버지의 뒤를 이어 호남 유림의 종가 노릇을 하였고 1895년 을미사변이 발생하자 각 고을에 통문을 돌려 을미의병을 조직하였다. 기우만의 의병은 광주와 나주로 진출하였으나 고종이 파견한 선유사의 명령에 따라 해산하였다. 이후 기후만은 아관파천을 비판하는 상소를 올리는 등 활동을 하다가 경술국치 이후 일제와의 타협을 거부하며 은거하였다.

## 가족 관계
- 증조부 : 기종상(奇宗相). 증사복시정
- 조부 : 기태량(奇泰良). 증이조참의
  - 아버지 : 기재우(奇在祐). 증이조참판
  - 어머니 : 남원 윤씨 - 윤홍리(尹弘履)의 딸
    - 부인 : 울산 김씨 - 생원 김의휴(金宜休)의 딸
      - 아들 : 기만연(奇晩衍)
        - 손자 : 기우기(奇宇夔)
        - 손자 : 기우번(奇宇蕃)
        - 손자 : 기우만(奇宇萬). 익릉참봉, 의병장
        - 손자 : 기우몽(奇宇蒙)
        - 손자 : 기우훤(奇宇藼)

## 저서
기정진의 대표적 저서는 1843년의 《납량사의》(納凉私義), 1878년의 《외필》(猥筆)이 있다. 1883년 사후 발간된 《노사집》(蘆沙集)에 수록된 《답문유편》(答問類編)은 유학자들과의 서신 교환을 묶은 것으로 주요 유학 논쟁에 대한 기정진의 입장이 수록되어 있다.
- 《납량사의》(納凉私義)
- 《답문유편》(答問類編)
- 《외필》(猥筆)
- 《노사집》(蘆沙集)

## 관련 문화재
조선 고종 때의 학자이자, 조선 후기 성리학의 6대가 중 한 명으로 불리우는 노사 기정진(1798∼1876)의 문집과 그의 저서 『답문류편』을 고종 39년(1902)에 목판에 새긴 것으로, 문집은 653매, 『답문류편』은 209매이다.
목판에 새긴 연대는 늦으나 빠진 목판이 없을 뿐 아니라 간행처인 신안사가 조선 후기 경상도 일원의 출판 기능을 담당했던 곳임에도 불구하고 이곳에서 간행된 책자가 전하는 것이 없으므로 그 사료사적 가치는 매우 크다고 할 수 있는 것이다.
1999년 7월 5일 전라남도의 유형문화재 제214호로 지정되었다.